# نهمین دوره جوایز اسکار

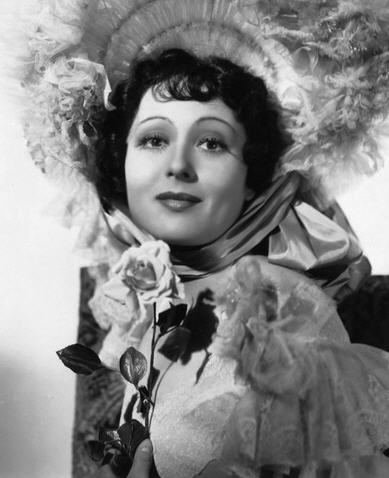
لوئیز راینر در فیلم زیگفلد بزرگ. محصول سال ۱۹۳۶.

نهمین دوره مراسم اعطای جوایز اسکار (انگلیسی: 9th Academy Awards) در روز ۴ مارس ۱۹۳۷ در هتل میلنیوم بیلتمور لوس آنجلس برگزار شد. در این مراسم بهترین فیلم‌های سال ۱۹۳۶ جهان به انتخاب آکادمی علوم و هنرهای تصاویر متحرک جایزه گرفتند.
جورج جسل (بازیگر) مجری این مراسم بود.

## جوایز
| جایزه اسکار بهترین فیلم | جایزه اسکار بهترین کارگردانی |
| --- | --- |
| - زیگفلد کبیر - آنتونی ادورس - دادزوورث - بانوی برچسب خورده - آقای دیدز به شهر می‌رود - رومئو و ژولیت - سان فرانسیسکو - داستان لوئی پاستور - داستان دو شهر - سه دختر زرنگ | - فرانک کاپرا – آقای دیدز به شهر می‌رود - گرگوری لا کاوا – مرد من گادفری - رابرت زی. لنرد – زیگفلد کبیر - دبلیو. اس. ون دایک – سان فرانسیسکو - ویلیام وایلر – دادزوورث |
| جایزه اسکار بهترین بازیگر نقش اول مرد | جایزه اسکار بهترین بازیگر نقش اول زن |
| - پل مونی – داستان لوئی پاستور - گری کوپر – آقای دیدز به شهر می‌رود - والتر هیوستون – دادزوورث - ویلیام پاول – مرد من گادفری - اسپنسر تریسی – سان فرانسیسکو | - لوئیز راینر – زیگفلد کبیر - آیرین دان – تئودورا وحشی می‌شود - گلادیس جرج – شجاع کلمه‌ایست برای کری - کارول لمبارد – مرد من گادفری - نورما شیرر – رومئو و ژولیت |
| جایزه اسکار بهترین بازیگر نقش مکمل مرد | جایزه اسکار بهترین بازیگر نقش مکمل زن |
| - والتر برنان – بیا و بگیرش - میشا آور – مرد من گادفری - استوارت آروین – نمایش فوتبال - بازیل رتبون – رومئو و ژولیت - آکیم تامیروف – ژنرال در سپیده دم درگذشت | - گیل سوندرگارد – آنتونی ادورس - بولا بوندی – The Gorgeous Hussy - آلیس بردی – مرد من گادفری - بونیتا گرانویل – این سه نفر - ماریا اوسپنسکایا – دادزوورث |
| Best Story | جایزه اسکار بهترین فیلم‌نامه اقتباسی |
| - داستان لوئی پاستور – پیر کالینگز and Sheridan Gibney - خشم – نورمن کراسنا - زیگفلد کبیر – ویلیام آنتونی مک‌گوایر - سان فرانسیسکو – رابرت هاپکینز - سه دختر زرنگ – Adele Comandini | - داستان لوئی پاستور – پیر کالینگز and Sheridan Gibney - به دنبال مرد لاغر – فرنسیس گودریچ و آلبرت هکت - دادزوورث – سیدنی هاوارد - آقای دیدز به شهر می‌رود – رابرت ریسکین - مرد من گادفری – Eric Hatch و موری ریسکند |
| جایزه اسکار بهترین فیلم کوتاه | جایزه اسکار بهترین فیلم کوتاه |
| - Bored of Education – هال روچ و مترو گلدوین مایر - Moscow Moods – پارامونت پیکچرز - Wanted – A Master – پیت اسمیت و مترو گلدوین مایر | - The Public Pays – مترو گلدوین مایر - Double or Nothing – وارنر برادرز - Dummy Ache – آر.ک.ئو |
| جایزه اسکار بهترین فیلم کوتاه | جایزه اسکار بهترین پویانمایی کوتاه |
| - Give Me Liberty – وارنر برادرز - La Fiesta de Santa Barbara – Lewis Lewyn and مترو گلدوین مایر - Popular Science J-6-2 – پارامونت پیکچرز | - پسرعموی روستایی – شرکت والت دیزنی و یونایتد آرتیستس - The Old Mill Pond – Harman-Ising و مترو گلدوین مایر - Popeye the Sailor Meets Sindbad the Sailor – پارامونت پیکچرز |
| جایزه اسکار بهترین موسیقی فیلم | جایزه اسکار بهترین ترانه |
| - آنتونی ادورس – وارنر برادرز - The Charge of the Light Brigade – وارنر برادرز - The Garden of Allah – Selznick International Pictures Music Department - ژنرال در سپیده دم درگذشت – پارامونت پیکچرز - Winterset – آر.ک.ئو | - "The Way You Look Tonight" from چرخش زمان – Music by جروم کرن; Lyric by دوروتی فیلدز - "Did I Remember" from Suzy – Music by والتر دانلدسن; Lyric by Harold Adamson - "I've Got You Under My Skin" from Born to Dance – Music and Lyric by کول پورتر - "A Melody From the Sky" from Trail of the Lonesome Pine – Music by Louis Alter; Lyric by Sidney Mitchell - "Pennies from Heaven" from Pennies from Heaven – Music by آرتور جانستون (تنظیم‌کننده); Lyric by Johnny Burke - "When Did You Leave Heaven" from Sing, Baby Sing – Music by ریچارد آرمسترانگ وایتینگ; Lyric by Walter Bullock |
| جایزه اسکار بهترین طراحی صحنه | جایزه اسکار بهترین فیلمبرداری |
| - دادزوورث – Richard Day - آنتونی ادورس – Anton Grot - زیگفلد کبیر – سدریک گیبنز، Eddie Imazu و Edwin B. Willis - لویدز لندن – William S. Darling - The Magnificent Brute – Albert S. D'Agostino و Jack Otterson - رومئو و ژولیت – سدریک گیبنز، Frederic Hope و Edwin B. Willis - Winterset – Perry Ferguson | - آنتونی ادورس – تونی گائودیو - ژنرال در سپیده دم درگذشت – ویکتور میلنر - The Gorgeous Hussy – جرج جی. فالسی |
| Best Sound Recording | جایزه اسکار بهترین تدوین |
| - سان فرانسیسکو – Douglas Shearer, مترو گلدوین مایر - Banjo on My Knee – ادموند اچ هانسن، فاکس قرن بیستم - The Charge of the Light Brigade – نیتن لوینسون, وارنر برادرز - دادزوورث – Thomas T. Moulton, یونایتد آرتیستس - ژنرال اسپنکی – Elmer A. Raguse, هال روچ - آقای دیدز به شهر می‌رود – جان پی. لیوادری, کلمبیا پیکچرز - The Texas Rangers – فرانکلین هنسن, پارامونت پیکچرز - That Girl From Paris – جان او. آلبرگ, آر.ک.ئو - سه دختر زرنگ – Homer G. Tasker, یونیورسال استودیوز | - آنتونی ادورس – رالف داسون - بیا و بگیرش – Edward Curtiss - زیگفلد کبیر – ویلیام اس. گری - لویدز لندن – باربارا مک‌لین - داستان دو شهر – کنراد ای. نرویگ - تئودورا وحشی می‌شود – Otto Meyer |
| Best Assistant Director | جایزه اسکار بهترین طراحی رقص |
| - The Charge of the Light Brigade – Jack Sullivan - آنتونی ادورس – William Cannon - Garden of Allah – Eric G. Stacey - آخرین موهیکان (فیلم ۱۹۳۶) – کلم بیچم - سان فرانسیسکو – جوزف م. نیومن | - زیگفلد کبیر – Seymour Felix - Born to Dance – دیو گولد - Cain and Mabel – Bobby Connolly - Dancing Pirate – Russell Lewis - Gold Diggers of 1937 – بازبی برکلی - One in a Million – Jack Haskell - چرخش زمان – هرمس پان |